# Pyrotes sculpturatus
Pyrotes sculpturatus is een keversoort uit de familie netschildkevers (Lycidae). De wetenschappelijke naam van de soort werd in 1879 als Pyropterus sculpturatus gepubliceerd door Charles Owen Waterhouse.